# Carlo Braga
Carlo Braga SDB (* 23. Mai 1889 in Tirano, Sondrio; † 3. Januar 1971 in Makati (Metro Manila), Philippinen) war ein italienischer Ordenspriester und römisch-katholischer Missionar.

## Leben
Nachdem seine Mutter früh gestorben war, wurde seine Erziehung den Salesianern Don Boscos von Sondrio anvertraut. Er entschied sich in die Ordensgemeinschaft einzutreten und Priester zu werden. Während des Ersten Weltkriegs wurde er für drei Jahre eingezogen. Nach Kriegsende stellte er den Antrag, als Missionar in den Fernen Osten geschickt zu werden. Dafür wurde er durch Don Dimatti ausgebildet. In Shiuchow (Shaoguan) im Süden der Republik China angekommen, lernte er Don Versiglia kennen, der ihn stark prägte. Bald wurde er zum Direktor der Missionsschule von Ho Sai ernannt.
1930 wurde er zum Provinzial der chinesischen Salesianerprovinz und leitete diese bis 1952. Während dieser Zeit wurden das Waisenhaus in Macau und fünf große Zentren in Hongkong eröffnet, mit insgesamt etwa 10.000 Schülern. Während des Zweiten Weltkriegs wurde das ganze Studentat, dessen Gebäude gerade erbaut worden war, von Hongkong nach Shanghai verlegt.
Nach dem Krieg gründete er 1946 in Peking die erste salesianische Schule, womit sich ein Traum Don Boscos erfüllte. Allerdings wurde der weitere Ausbau durch den Kommunismus verhindert, alle Aktivitäten der Erziehung, Nächstenliebe und Evangelisation wurden unterbunden. Braga wandte daraufhin seine Aufmerksamkeit auf die Philippinen und nach Indochina, wo er erneut eine Schule eröffnete. 1955 wurde er Provinzial für dieses Gebiet.
Nach ihm ist die Via Don Carlo Braga in Tirano benannt.

## Seligsprechungsprozess
Der Seligsprechungsprozess für den kleinen Don Bosco Chinas wurde auf die Petition der philippinischen Nordprovinz der Salesianer Don Boscos hin im Bistum Manila bereits eröffnet, das „nihil obstat“ der Kongregation für die Selig- und Heiligsprechungsprozesse steht aber noch aus.